# Paranthus rhodora
Paranthus rhodora is een zeeanemonensoort uit de familie van de Actinostolidae. De wetenschappelijke naam van de soort is voor het eerst geldig gepubliceerd in 1846 door Couthouy in Dana.